# Diego Coca
Diego Elenison Galdámez Coca (San Salvador, 26 de agosto de 1994) es un futbolista salvadoreño, juega como centrocampista y su actual equipo es el Inter FA  de la Primera División de El Salvador.

## Carrera internacional

### Copa Mundial de Fútbol Sub-20 de la FIFA
Durante la Copa Mundial Sub-20 de la FIFA 2013, El Salvador se colocó en el Grupo C, junto con Turquía, Australia y Colombia. En junio de 2013, Coca y el resto del equipo de El Salvador jugaron contra Turquía y perdieron 3-0, Coca luego jugó contra Australia y en un juego histórico en la historia futbolística de El Salvador ganaron su primer partido en una copa del mundo (fuera en un copa mundial de fútbol playa) 2-1 y jugó un papel importante en la victoria anotando el segundo gol que ayuda a asegurar el resultado.

## Clubes
Actualizado al último partido jugado el 23 de abril de 2025.
| Club Deportivo Águila · El Salvador               | 1.ª                 | 2014-15             | 9   | 0  | - | - | - | - | 9   | 0  |
| Club Deportivo Águila · El Salvador               | 1.ª                 | 2015-16             | 12  | 0  | - | - | - | - | 12  | 0  |
| Club Deportivo Águila · El Salvador               | Total               | Total               | 21  | 0  | 0 | 0 | 0 | 0 | 21  | 0  |
| Club Deportivo Municipal Limeño · El Salvador     | 1.ª                 | 2016-17             | 40  | 1  | - | - | - | - | 40  | 1  |
| Club Deportivo Municipal Limeño · El Salvador     | 1.ª                 | 2017-18             | 39  | 12 | - | - | - | - | 39  | 12 |
| Club Deportivo Municipal Limeño · El Salvador     | Total               | Total               | 79  | 13 | 0 | 0 | 0 | 0 | 79  | 13 |
| Club Deportivo Águila · El Salvador               | 1.ª                 | 2018-19             | 48  | 7  | - | - | - | - | 48  | 7  |
| Club Deportivo Águila · El Salvador               | 1.ª                 | 2019-20             | 17  | 1  | - | - | 2 | 0 | 19  | 1  |
| Club Deportivo Águila · El Salvador               | 1.ª                 | 2020-21             | 39  | 1  | - | - | - | - | 39  | 1  |
| Club Deportivo Águila · El Salvador               | Total               | Total               | 104 | 9  | 0 | 0 | 2 | 0 | 106 | 9  |
| Asociación Deportiva Isidro Metapán · El Salvador | 1.ª                 | 2021                | 20  | 0  | - | - | - | - | 20  | 0  |
| Asociación Deportiva Isidro Metapán · El Salvador | Total               | Total               | 20  | 0  | 0 | 0 | 0 | 0 | 20  | 0  |
| Asociación Deportiva Chalatenango · El Salvador   | 1.ª                 | 2022                | 19  | 0  | - | - | - | - | 19  | 0  |
| Asociación Deportiva Chalatenango · El Salvador   | 1.ª                 | 2022                | 7   | 0  | - | - | - | - | 7   | 0  |
| Asociación Deportiva Chalatenango · El Salvador   | Total               | Total               | 26  | 0  | 0 | 0 | 0 | 0 | 26  | 0  |
| Club Deportivo Atlético Marte · El Salvador       | 1.ª                 | 2023                | 19  | 0  | - | - | - | - | 19  | 0  |
| Club Deportivo Atlético Marte · El Salvador       | Total               | Total               | 19  | 0  | 0 | 0 | 0 | 0 | 19  | 0  |
| Club Deportivo Fuerte San Francisco · El Salvador | 1.ª                 | 2023-24             | 38  | 2  | - | - | - | - | 38  | 2  |
| Club Deportivo Fuerte San Francisco · El Salvador | Total               | Total               | 38  | 2  | 0 | 0 | 0 | 0 | 38  | 2  |
| Club Deportivo Dragón · El Salvador               | 1.ª                 | 2024-25             | 39  | 4  | - | - | - | - | 39  | 4  |
| Club Deportivo Dragón · El Salvador               | Total               | Total               | 39  | 4  | 0 | 0 | 0 | 0 | 39  | 4  |
| Inter FA · El Salvador                            | 1.ª                 | 2025-26             |     |    |   |   |   |   |     |    |
| Inter FA · El Salvador                            | Total               | Total               | 0   | 0  | 0 | 0 | 0 | 0 | 0   | 0  |
| Total en su carrera                               | Total en su carrera | Total en su carrera | 346 | 28 | 0 | 0 | 2 | 0 | 348 | 28 |
| (2) No incluye goles en partidos amistosos.       |                     |                     |     |    |   |   |   |   |     |    |

Segunda División de El Salvador/Inferiores
| Club                   | País           | Año         |
| ---------------------- | -------------- | ----------- |
| Turín FESA Fútbol Club | El Salvador    | 2008 - 2011 |
| Rush Soccer            | Estados Unidos | 2011 - 2013 |
| Turín FESA Fútbol Club | El Salvador    | 2013 - 2014 |

### Selección nacional
| Selección                                  | Año                 | Partidos | Goles |
| ------------------------------------------ | ------------------- | -------- | ----- |
| El Salvador Sub-17                         |                     |          |       |
| 2011                                       | 2                   | 0        |       |
| El Salvador Sub-20                         |                     |          |       |
| 2012                                       | 2                   | 0        |       |
| 2013                                       | 13                  | 2        |       |
| El Salvador Sub-21                         |                     |          |       |
| 2014                                       | 2                   | 0        |       |
| Total en su carrera                        | Total en su carrera | 19       | 2     |
| El Salvador                                |                     |          |       |
| 2018                                       | 3                   | 0        |       |
| 2019                                       | 2                   | 0        |       |
| 2020                                       | 0                   | 0        |       |
| 2021                                       | 1                   | 0        |       |
| 2022                                       | 0                   | 0        |       |
| 2023                                       | 0                   | 0        |       |
| 2024                                       | 0                   | 0        |       |
| Total en su carrera                        | Total en su carrera | 6        | 0     |
| Estadísticas hasta el 23 de marzo de 2021. |                     |          |       |

### Participaciones en Copas del Mundo
| Mundial                               | Sede    | Resultado    |
| ------------------------------------- | ------- | ------------ |
| Copa Mundial de Fútbol Sub-20 de 2013 | Turquía | Primera fase |

## Palmarés
| Club   | País        | Año           |
| ------ | ----------- | ------------- |
| Águila | El Salvador | Clausura 2019 |